# Incydent w Namamugi

Incydent w Namamugi na japońskim malowidle

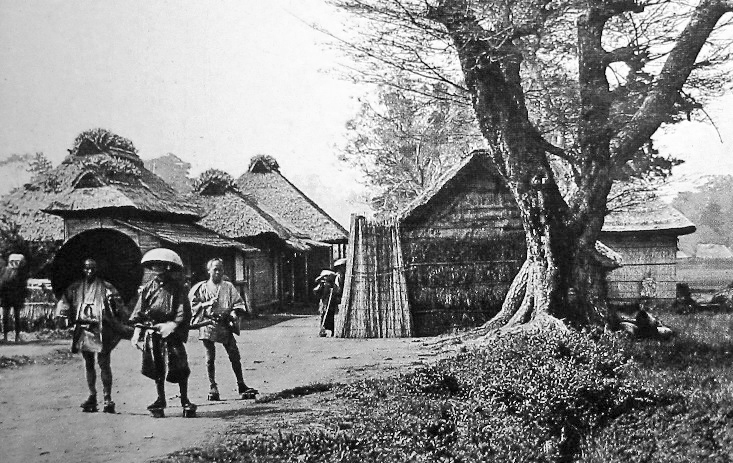
Wieś Namamugi

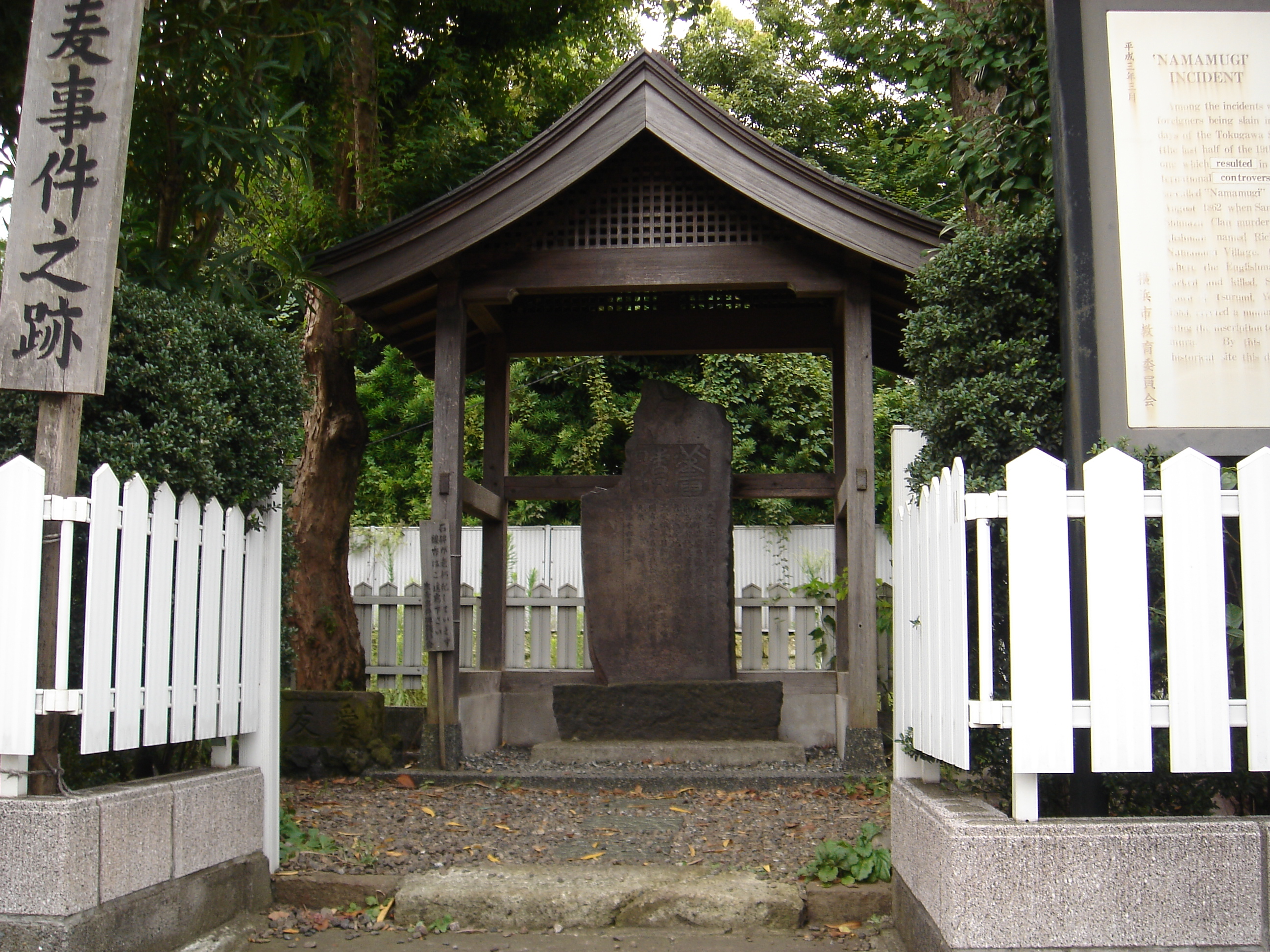
Kamienna tablica w Jokohamie upamiętniająca incydent w Namamugi

Incydent w Namamugi (jap. 生麦事件 Namamugi-jiken; zdarzenie zw. także „incydentem w Kanagawa” lub „sprawą Richardsona”) – napaść samurajów na obcokrajowców, do której doszło we wsi Namamugi (wówczas należącej do powiatu Tachibana, prowincji Musashi) w dniu 14 września 1862 roku, czego skutkiem było bombardowanie Kagoshimy w sierpniu 1863 roku.

## Przebieg wypadków
Grupa brytyjskich kupców (trzech mężczyzn i towarzysząca im kobieta) udała się na wycieczkę drogą Tōkaidō, która prowadziła m.in. przez wieś Namamugi (obecnie część dzielnicy Tsurumi w Jokohamie), do świątyni buddyjskiej Kawasaki Daishi (potoczna nazwa świątyni Heiken). W Namamugi napotkali, podążający z przeciwnego kierunku, orszak regenta prowincji Satsuma, Hisamitsu Shimazu. Zgodnie z obowiązującym wówczas zwyczajem, Brytyjczycy powinni zatrzymać się i zsiąść z koni. Nie uczynili tego jednak, a jeden z nich, Charles Lennox Richardson, w czasie mijania Japończyków podjechał ponadto do nich zbyt blisko. W efekcie został zaatakowany białą bronią przez jednego z przybocznych świty regenta i ranny spadł z konia. Troje pozostałych Brytyjczyków zmuszonych zostało do ucieczki; obaj mężczyźni zostali ranni, kobiecie nic się nie stało. Hisamitsu nakazał dobić ciężko rannego Richardsona. Pochowano go w Jokohamie.

## Reakcje
Japończycy usiłowali oskarżyć Brytyjczyków o napaść, jednak społeczność międzynarodowa, w praktyce ograniczona do państw zachodnich, stanęła po stronie brytyjskiej.
Incydent wywołał przerażenie wśród cudzoziemców żyjących w Japonii, skupionych w jednej z dzielnic Jokohamy. Wielu kupców zaczęło naciskać na swoje rządy, aby zareagowały na incydent.
Reakcją brytyjską było przeprowadzone niecały rok później bombardowanie Kagoshimy (zwane także „wojną pomiędzy hanem Satsuma a Wielką Brytanią”).

## Upamiętnienia
W pobliżu miejsca, gdzie ranny Richardson spadł z konia, umieszczono kamienną tablicę upamiętniającą to zdarzenie.
Zdarzenia stały się podstawą powieści Jamesa Clavella Gai-Jin.